# Ryoko Yamagishi
Ryoko Yamagishi (山岸 凉子, Yamagishi Ryōko, Kamisunagawa te Hokkaido, 1947) is een Japans mangaka. Ze is deel van de Jaar 24 Groep. Haar bekendste werken zijn Hi Izuru Tokoro no Tenshi en Terpsichora. Beiden wonnen prijzen.

## Biografie
Yamagishi volgde balletlessen als kind. Hierdoor speelt ballet een rol in veel van haar werken. Na het lezen van manga van Machiko Satonaka in 1964 besloot ze om zelf mangaka te worden. Tegen de wensen van haar ouders in nam ze deel aan een wedstrijd in het magazine Shojo Friend, waar ze de tweede plaats haalde. Ze stuurde ook werk naar Kodansha en enkele kortverhalen naar het magazine COM. Na haar kunststudies in Hokkaido verhuisde ze in 1968 naar Tokio, waar ze werk instuurde naar Shueisha. Het jaar daarop maakte ze haar debuut met het kortverhaal Left & Right (レフトアンドライト) in het magazine Ribon.
In 1971 tekende ze de mangareeks Shiroi Heya no Futari, een romance tussen twee studentes aan een prestigieuze kostschool voor meisjes in Frankrijk. Het werk werd gepubliceerd door Shueisha in Ribon en wordt vandaag gezien als de eerste yurimanga.
In 1983 won Yamagishi de Kodansha Manga Prijs voor shojomanga voor Hi Izuru Tokoro no Tenshi.
Later werkte Yamagishi aan Terpsichora. Deze titel werd genomineerd voor de negende editie van de jaarlijkse Tezuka Osamu Cultuurprijs in 2005 en won deze prijs op de elfde editie in 2007.
Yamagishi's oeuvre gaat vaak over het bovennatuurlijke. Haar populairste werken zijn Arabesque (welke gaat over Russisch ballet) en Hi Izuru Tokoro no Tenshi. Volgens Yoshihiro Yonezawa is Yamagishi's stijl geïnspireerd door art nouveau.
Van september tot december 2016 liep een tentoonstelling over haar werk in het Japanse Yayoi Museum.

## Oeuvre
| Title                                                                              | Year         | Notes                                                                | Refs                 |
| ---------------------------------------------------------------------------------- | ------------ | -------------------------------------------------------------------- | -------------------- |
| Shiroi Heya no Futari                                                              | 1971         | Verschenen in Ribon magazine Uitgegeven door Shueisha in 1 volume    | [ 3 ]                |
| Arabesque (アラベスク, Arabesuku)                                                  | 1975–76      | Verschenen in Ribon Mascot Uitgegeven in 8 volumes                   | [ 10 ]               |
| Hi Izuru Tokoro no Tenshi                                                          | 1980–84      | Verschenen in LaLa magazine Uitgegeven door Hakusensha in 11 volumes | [ 10 ] [ 11 ] [ 12 ] |
| Mirror Mirror (鏡よ鏡, Kagami yo Kagami)                                           |              | Verschenen in You Comics Uitgegeven in 1 volume                      | [ 10 ]               |
| Black Swan (黒鳥)                                                                  | 1995         | Verschenen in Hankusensha Ladies Comics Uitgegeven in 1 volume       | [ 10 ]               |
| Seal (封印, Fuuin)                                                                 | 1985         | Verschenen in Hana to Yume Uitgegeven in 2 volumes                   | [ 10 ]               |
| Demon (鬼, Oni)                                                                    | 1997         | Uitgegeven door Ushio Shuppansha, 1 volume                           | [ 10 ]               |
| Medusa (メデュウサ, Mede~yūsa)                                                     | 1991         | Uitgegeven door Asahi Sonorama, 1 volume                             | [ 10 ]               |
| Fairy King (妖精王, Yo-u-sei-Ou)                                                   | 1977–78      | Verschenen in Hana to Yume, 5 volumes                                | [ 10 ]               |
| The Closet (Oshiire)                                                               | 1998         | Verschenen in Amie, 1 volume                                         | [ 10 ]               |
| Metamorphose Legend (メタモルフォセ伝, Metamorphose Den)                           | 1976         | Verschenen in Hana to Yume, 2 volumes                                | [ 10 ]               |
| Terpsichora                                                                        | 2001–07      | Uitgegeven door Media Factory in 10 volumes                          | [ 13 ] [ 14 ] [ 15 ] |
| Terpsichora Pt. 2                                                                  | 2008–vandaag | Uitgegeven door Media Factory in 4 volumes                           | [ 16 ] [ 17 ]        |
| Phaethon                                                                           | 1988         |                                                                      |                      |
| Breeze (そよ風, Soyokaze)                                                          |              |                                                                      |                      |
| Cry of the Screw (ねじの叫び, Neji no sakebi)                                      |              |                                                                      |                      |
| Hello Everybody (ハロー!エブリボディ, Harō! Eburibadi)                             |              |                                                                      |                      |
| Boyfriend horoscopes (ボーイフレンド星座占い, Bōifurendo seiza uranai)             |              |                                                                      |                      |
| Winterrise (冬の旅, Dōngno lǚ)                                                     |              |                                                                      |                      |
| Pansy (三色すみれ, Sanshokusumire)                                                 |              |                                                                      |                      |
| Fairies of Greek Mythology (ギリシャ神話の妖精たち, Girisha shinwa no yōsei-tachi) |              |                                                                      |                      |
| Burial of Chicks (ひいなの埋葬, Hī na no maisō)                                    |              |                                                                      |                      |
| Metamorphosis Den (メタモルフォシス伝, Metamorufoshisuden)                         |              |                                                                      |                      |
| Panyukisu (パニュキス)                                                             |              |                                                                      |                      |
| Siren (セイレーン, Seirēn)                                                         |              |                                                                      |                      |
| Pupe Simone (プぺ・シモーヌ, Pu pe shimōnu)                                        |              |                                                                      |                      |
| Black Helen (黒のヘレネ―, Kuro no herene)                                          |              |                                                                      |                      |
| Rain and Cosmos (雨とコスモス, Ame to kosumosu)                                    |              |                                                                      |                      |